# رافائل کاپوت
رافائل کاپوت (انگلیسی: Rafael Capote؛ زادهٔ ۵ اکتبر ۱۹۸۷) بازیکن هندبال اهل کوبا است که در تیم ملی هندبال قطر بازی می‌کند.

## نگارخانه

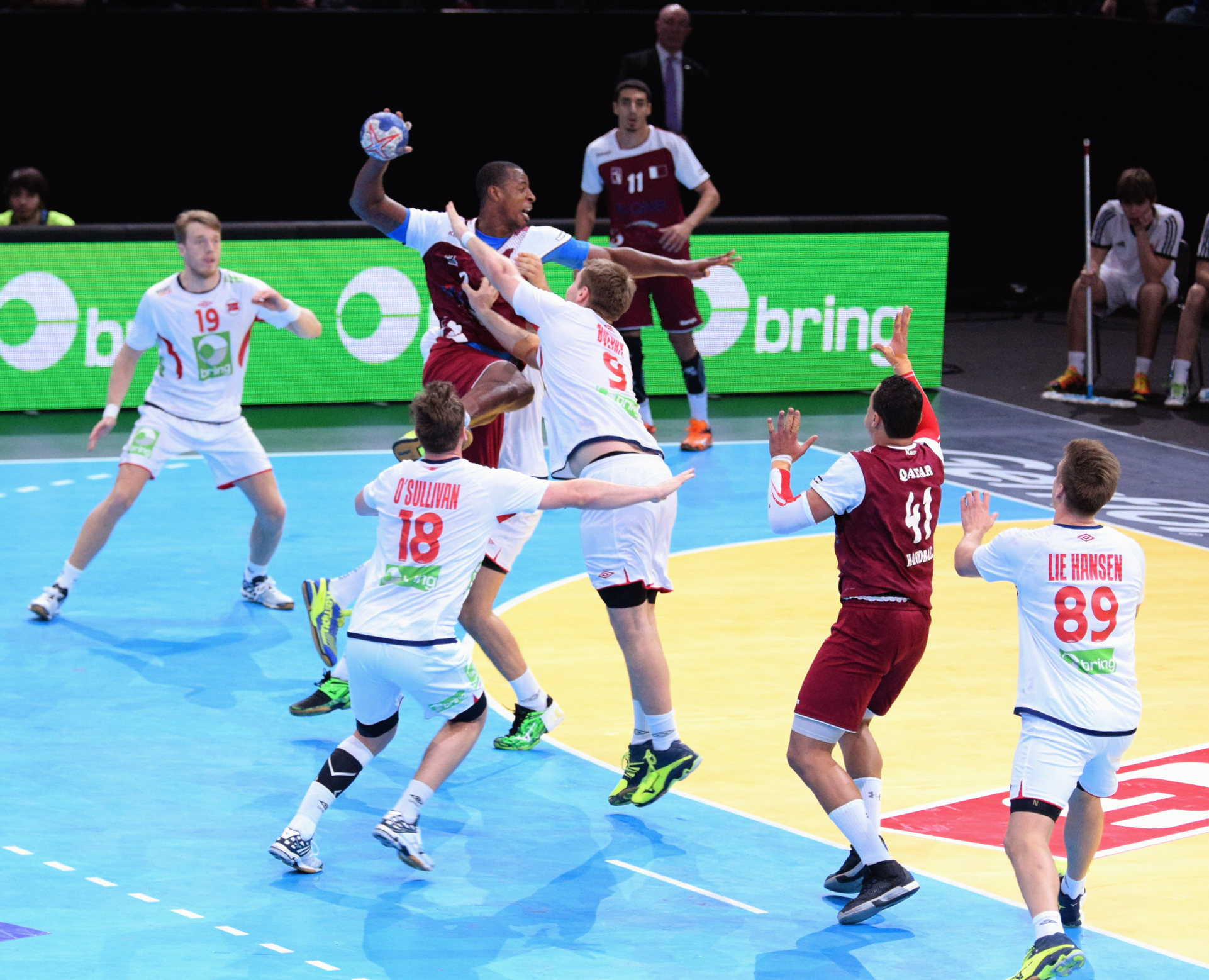
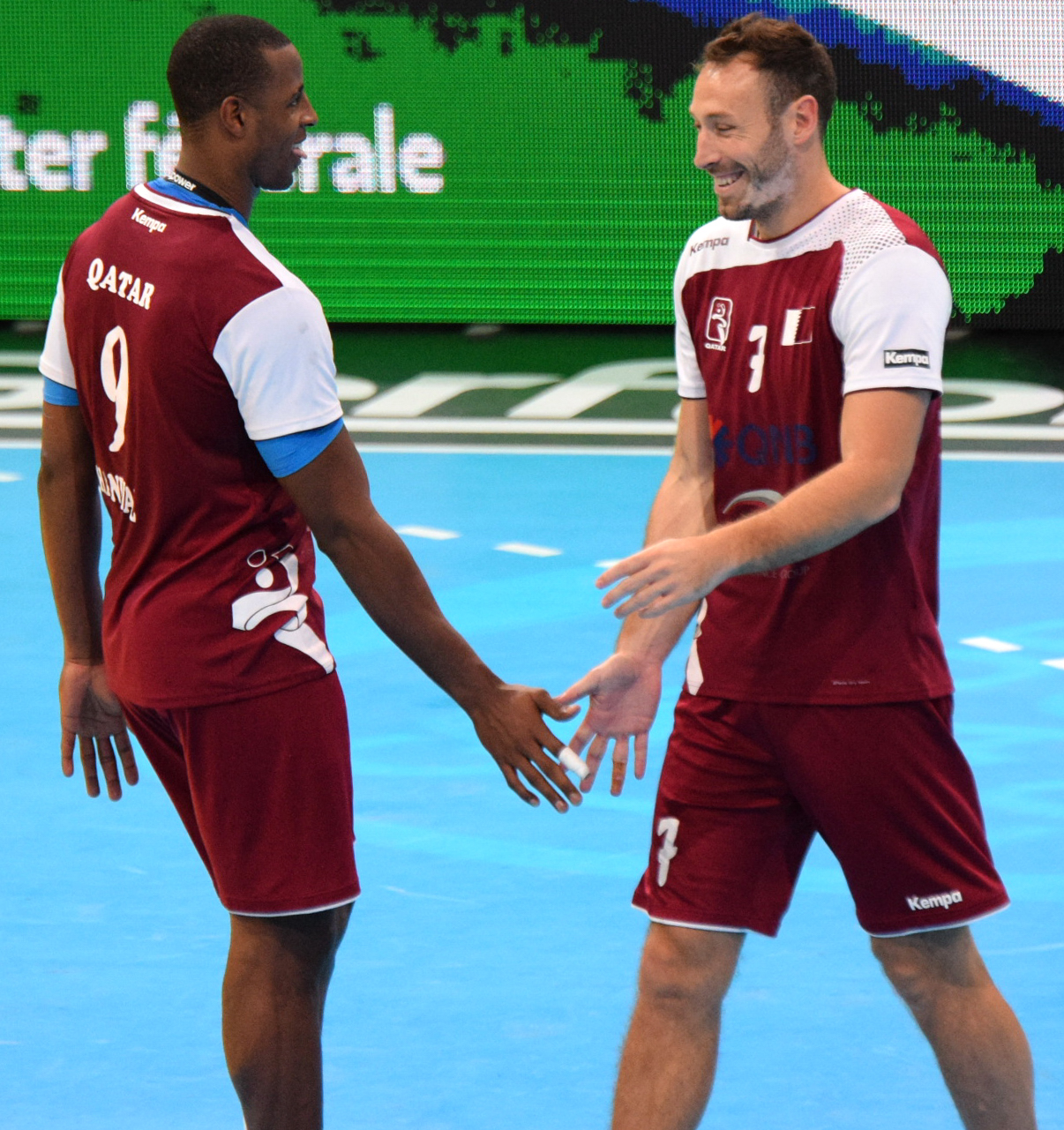
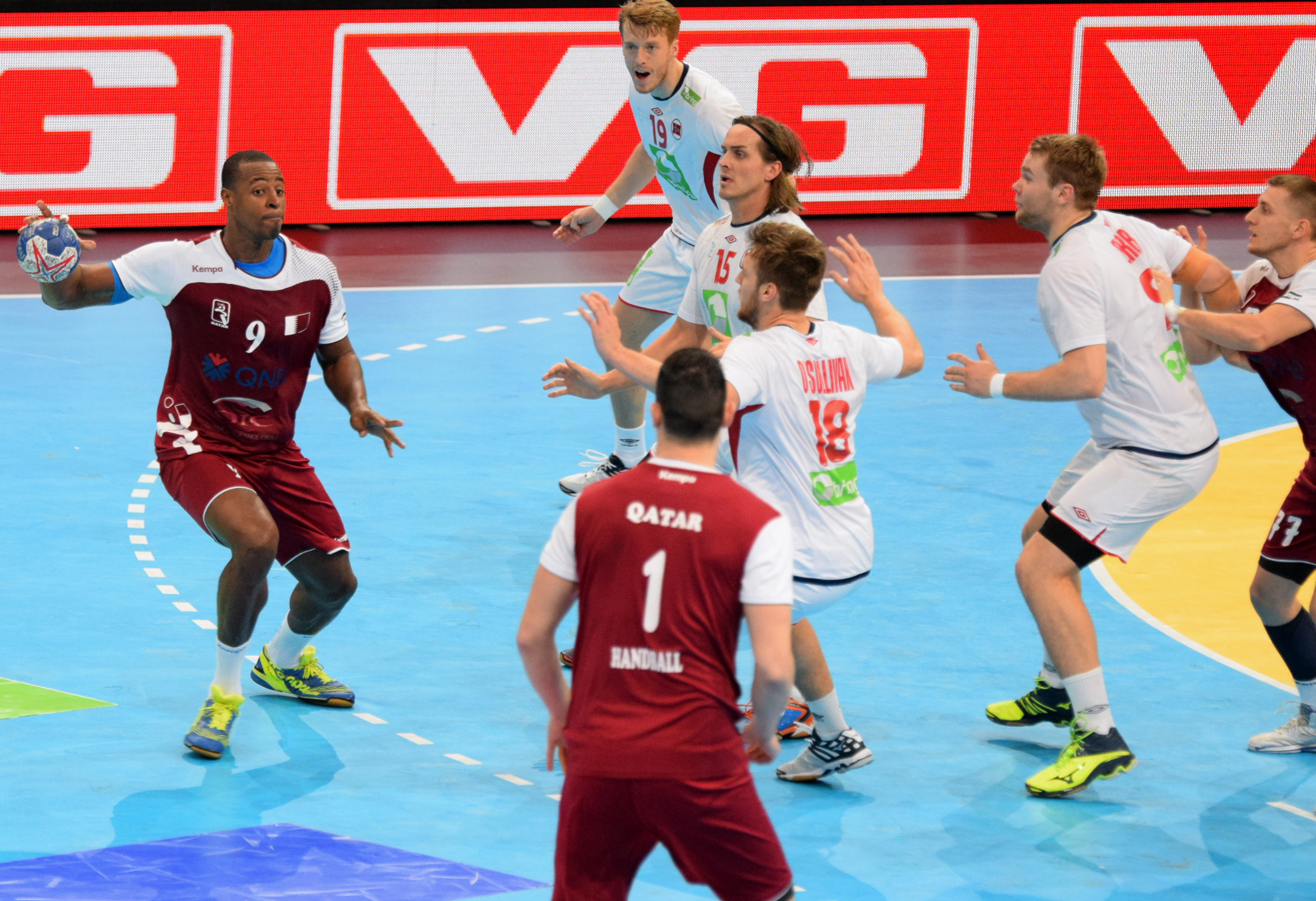
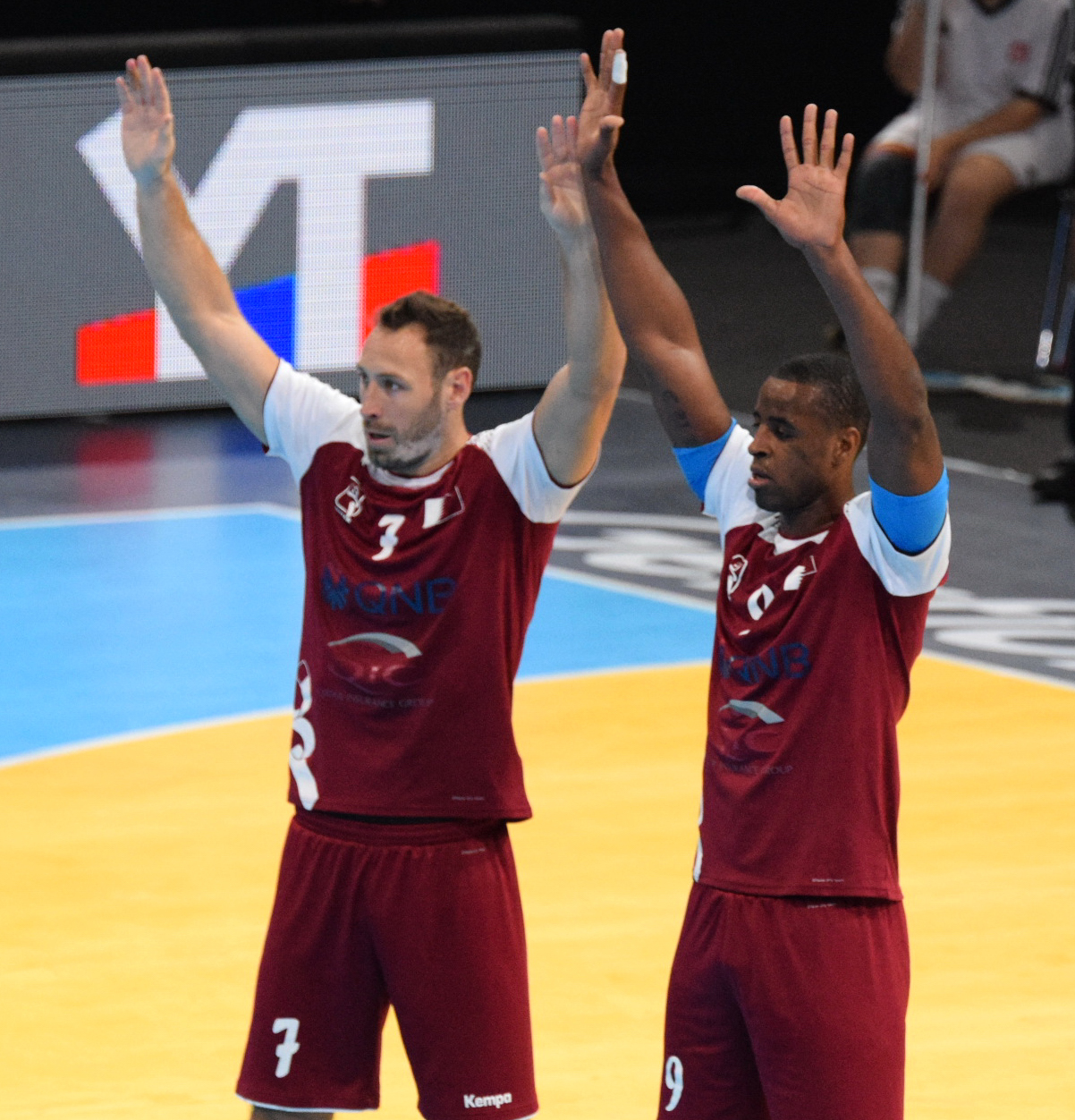